# Yang Xiuli
Yang Xiuli (en chino: 杨 秀丽; Fuxin, 1 de septiembre de 1983) es una deportista china que compitió en judo.
Participó en los Juegos Olímpicos de Pekín 2008, obteniendo una medalla de oro en la categoría de –78 kg.
En los Juegos Asiáticos consiguió dos medallas de bronce en los años 2006 y 2010. Ganó una medalla de bronce en el Campeonato Mundial de Judo de 2010.

## Palmarés internacional
| Juegos Olímpicos   | Juegos Olímpicos | Juegos Olímpicos  | Juegos Olímpicos |
| Año                | Lugar            | Medalla           | Categoría        |
| ------------------ | ---------------- | ----------------- | ---------------- |
| 2008               | Pekín (China)    | Medalla de oro    | –78 kg           |
| Campeonato Mundial |                  |                   |                  |
| Año                | Lugar            | Medalla           | Categoría        |
| 2010               | Tokio (Japón)    | Medalla de bronce | –78 kg           |
| Juegos Asiáticos   |                  |                   |                  |
| Año                | Lugar            | Medalla           | Categoría        |
| 2006               | Doha (Catar)     | Medalla de bronce | –78 kg           |
| 2010               | Cantón (China)   | Medalla de bronce | –78 kg           |